# LARP6
LARP6‏ (La ribonucleoprotein domain family member 6) هوَ بروتين يُشَفر بواسطة جين LARP6 في الإنسان.